# Seraiki
Els seraiki o saraiki (seraiki سرائیکی قوم), també coneguts com a multanis, són una nació de la República Islàmica del Pakistan, formada per uns vint-i-cinc milions de persones. Parlen la llengua seraiki, que amb l'hindko i el potwari, forma part de la branca lahnda de les llengües indoàries. Els seraiki són una minoria de la província pakistanesa del Panjab, majoritari al sud. La majoria son musulmans, llevat algunes minories de cristians, hinduistes i sikhs, que després de la independència del Pakistan marxaren cap a l'Índia.
Hi ha un moviment nacionalista del sud del Panjab que reivindica una província a part de Seraikistan. També, relacionat amb aquest grup, s'ha fet una estandardització lingüística, que abans es considerava un dialecte del panjabi. Per tant, els nacionalistes seraikis demanen l'oficialització de la llengua en una nova província seraiki-parlant.